# La Rivière (parti politique)
Pour les articles homonymes, voir La Rivière.
La Rivière (grec moderne : το Ποτάμι, to Potámi) est un parti politique grec centriste.

## Histoire

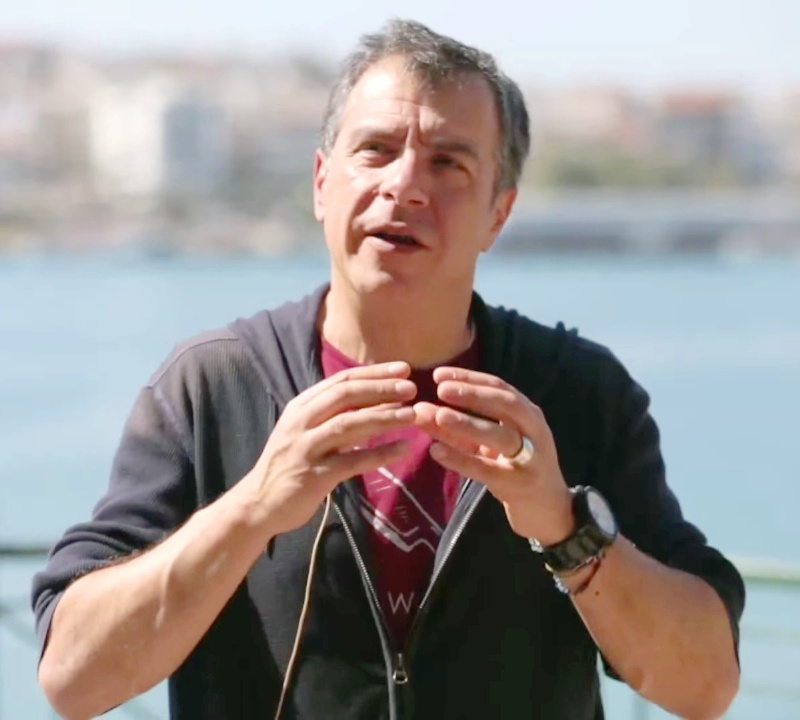
Stávros Theodorákis fondateur et leader du parti.

La Rivière a été fondée en mars 2014 par Stávros Theodorákis, journaliste sur la chaîne télévisée Mega, avec pour ambition de se présenter aux élections européennes de 2014, et d'y incarner le centre pro-européen de l'échiquier politique, dans un paysage politique fortement polarisé entre gauche et droite.

### Élections européennes de 2014
Lors d'une conférence de presse le 4 mars, Stávros Theodorákis a annoncé les noms de 30 personnalités civiles soutenant le nouveau parti, tel que l'écrivain Níkos Dímou ou l'ancien capitaine de l'équipe nationale de water-polo Geórgios Mavrotás. À cette même occasion il a aussi annoncé qu'il ne se présentait pas lui-même sur les listes. Au soir du 25 mai, la Rivière est parvenue à obtenir deux sièges au Parlement européen, échéant à Míltos Kírkos et Yórgos Grammatikákis. Ces derniers ont ensuite rejoint le groupe parlementaire des Socialistes et démocrates (S&D), tout en restant indépendant du Parti socialiste européen.

### Élections législatives de 2015
Lors des élections législatives de janvier 2015, La Rivière a rassemblé légèrement plus de 6 %, se classant en quatrième position à quelques voix des néo-nazis de l'Aube dorée. Avant les élections, le parti s'est déclaré être prêt, en cas de victoire de SYRIZA, à s'y allier au sein d'une coalition gouvernementale, à la condition néanmoins que la Grèce demeure dans la zone euro et qu'elle respecte ses engagements vis-à-vis de la Troïka. Néanmoins, à la suite de sa victoire, Aléxis Tsípras, le leader de SYRIZA, lui a préféré les Grecs indépendants, un parti de droite souverainiste.
Si To Potami soutient l'accord sur le plan d'aide à la Grèce, celui-ci a exclu de participer à un gouvernement dirigé par SYRIZA.

## Idéologie
Souhaitant se situer au-delà du clivage gauche-droite, La Rivière est caractérisée par un positionnement à gauche sur les questions de société et à droite en matière d'économie.
Affirmant que les professionnels de la politique sont les responsables de la crise, La Rivière refuse de présenter des candidats issus du champ politique, à qui elle préfère des personnes issues de la société civile.

### Économie
- Lutte contre la corruption[6].
- Diminution du corps des fonctionnaires[7].
- Informatisation du secteur public.

### Institutions
- Diminution du nombre des députés.
- Adoption d'un système électoral proportionnel, sur le modèle allemand.
- Promotion de la nécessité de la collaboration entre les partis politiques.
- Le président ne peut exercer que deux mandats.
- Αllègement de la dette des pays du Sud et en même temps adoption des réformes nécessaires pour l'économie et la production.

### Société
- Légalisation du mariage homosexuel et soutien aux droits des personnes LGBT[7].
- Reconnaissance des droits des minorités.
- Séparation de l’Église et de l'État[7].

### Europe
- Contrôle institutionnel des institutions européennes
- Politique européenne commune en ce qui concerne les domaines du travail, de l'éducation, de l'innovation et de l'immigration.
- Fédération bancaire européenne
- Une allocation de chômage et un salaire minimum spécifique pour tous les pays européens.
- Un nouveau système fiscal pour les multinationales avec la collaboration des États-Unis et du Japon.

## Organisation
Le financement du parti vient entièrement de ses membres via l’achat de coupons et après chaque tournée, toutes les dépenses sont publiées. À l’antipode, tous les autres grands partis politiques de la Grèce, dépensent des millions d'euros via la subvention de l'État.[réf. nécessaire]

## Résultats électoraux

### Élections parlementaires
| Année          | Voix    | %    | Sièges   | Rang | Gouvernement |
| -------------- | ------- | ---- | -------- | ---- | ------------ |
| janvier 2015   | 373 698 | 6,05 | 17 / 300 | 4e   | Opposition   |
| septembre 2015 | 222 349 | 4,09 | 11 / 300 | 6e   | Opposition   |

### Élections européennes
| Année | Voix    | %      | Sièges | Rang | Groupe |
| ----- | ------- | ------ | ------ | ---- | ------ |
| 2014  | 377 438 | 6,60 % | 2 / 21 | 5e   | S&D    |
| 2019  | 85 998  | 1,52 % | 0 / 21 | 9e   |        |